# Pheidole centeotl
Pheidole centeotl är en myrart som beskrevs av Wheeler 1914. Pheidole centeotl ingår i släktet Pheidole och familjen myror. Inga underarter finns listade i Catalogue of Life.